# Gunderstedgaard
Gunderstedgaard i Gundersted Sogn, Slet Herred, Aalborg Amt, er en herregård, kendt fra 15 århundrede, og ejedes omkring 1600 af familien Rosenkrantz, derefter af slægten Due og havde fra omtrent midten af 17. århundrede til 1794 ejer fælles med Krastrup; i forrige århundrede tilhørte den R. Schougaard, N. Laugesen, Chr. Lassen og fra 1875 familie Bie; det sidste gods solgtes 1804;
Den nuværende hovedbygning er opført i 1942, ombygget i 1972.

## Ejere
- (1639-1660) Manderup Jørgensen Due
- (1660-1662) Anne Albretsdatter Skeel gift Due
- (1662-1699) Bernt Manderupsen Due
- (1699-1710) Manderup Berntsen Due
- (1710-1725) Charlotte Amalie Gjøe gift (1) Due (2) Rantzau
- (1725-1755) Christian Ottesen greve Rantzau
- (1755-1757) Gerhard Hansen de Lichtenberg
- (1757-1792) Marcus Pauli Marcussen
- (1792) Poul Marcussen / Ulrich Christian von Schmidten
- 1875 Winther & Rasmussen
- 1986-nu Ole Frits Larsen / Åse Birgitte Pedersen